# مارك سبنسر
مارك سبنسر (بالإنجليزية: Mark Spencer)‏ هو سياسي أمريكي، ولد في 5 يوليو 1787 بنيويورك في الولايات المتحدة، وتوفي في 28 يناير 1859. حزبياً، نشط في الحزب الديمقراطي. وقد انتخب عضو مجلس ولاية نيويورك.